# Saint-Caprais-de-Bordeaux
Saint-Caprais-de-Bordeaux egy francia település Gironde megyében az Aquitania régióban. Lakosainak száma 3460 fő (2022. január 1.).

## Adminisztráció
Polgármesterek:
- 2007–2014 Mickaël Felloneau
- 2014–2020 Christian Boneta

## Demográfia
| Lakosok száma | 884  | 1805 | 2321 | 2588 | 2744 | 3049 | 3222 | 3399 | 3419 | 3460 |
|               | 1968 | 1982 | 1990 | 2006 | 2013 | 2015 | 2017 | 2019 | 2020 | 2022 |

## Testvérvárosok
- Carvoiera Portugália 1999-óta